# Pacifiphantes
Pacifiphantes este un gen de păianjeni din familia Linyphiidae.
Cladograma conform Catalogue of Life:
| Pacifiphantes | \| \| Pacifiphantes magnificus \| \| \| \| \| \| Pacifiphantes zakharovi \| \| \| \| |
|               | \| \| Pacifiphantes magnificus \| \| \| \| \| \| Pacifiphantes zakharovi \| \| \| \| |
|               | Pacifiphantes magnificus                                                             |
|               |                                                                                      |
|               | Pacifiphantes zakharovi                                                              |
|               |                                                                                      |